# Hermanus Samuel de Roode
Hermanus Samuel (H.S.) de Roode (Hoogkarspel, 31 augustus 1877 - Ukkel, 13 juni 1927) was een Nederlandse militair en ambtenaar. Hij was  directeur van de dienst Gemeentewerken van de gemeente Rotterdam van 1922 tot zijn dood in 1927.

## Levensloop

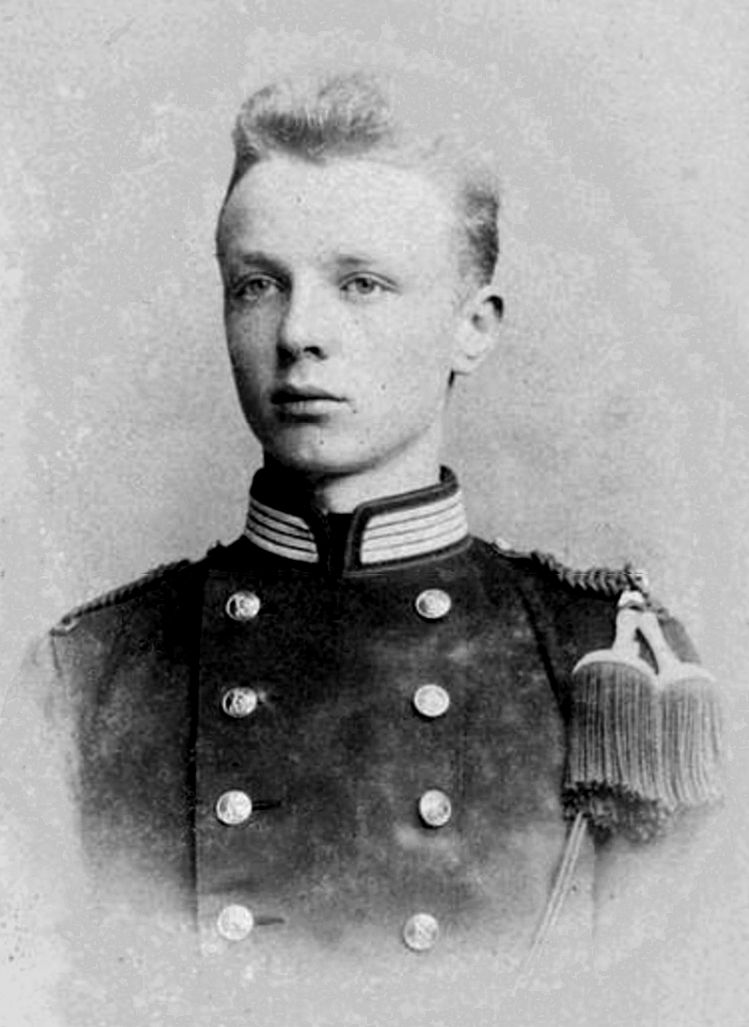
Portretfoto in militair uniform, ca. 1898

De Roode was de zoon van Pieter Johannes de Roode (*1823) en Johanna Hofstede (*1838). Na het middelbaar onderwijs volgt hij een opleiding voor de genie aan de Koninklijke Militaire Academie in Breda.
Na zijn afsluit volgt de officiersbenoeming tot 2e Luitenant van de Genie bij de Koninklijke landmacht. Na de eeuwwisseling volgt zijn promotie tot 1ste-luitenant en wordt ingedeeld bij de staf der genie te Amsterdam. Op 12 juni 1908 wordt hij bij beschikking van de Minister van Koloniën voor een termijn van 3 jaren uitgezonden naar Suriname als tijdelijk ingenieur bij het bouwdepartement aldaar. De Roode werd daar hoofd van het Bouwdepartement te Suriname. In de opvolgende jaren wordt hij bevorderd tot kapitein van het regiment genietroepen, en krijgt als zodanig eervol ontslag op 1 mei 1919.
Later in 1919 begon hij als afdelingschef bij de dienst Gemeentewerken van de gemeente Rotterdam, waar destijds ook stadsontwikkeling, havenontwikkeling en stadsuitbreiding onder vielen. In mei 1922 werd hij adjunct directeur onder Abraham Burgdorffer, en een jaar later, op 2 augustus 1923, volgde hij Burgdorffer als directeur op. Hij bleef in functie tot zijn plotselinge overlijden op maandag 13 juni 1927 in Ukkel nabij Brussel tijdens een dienstreis. Hij werd opgevolgd door L.W.H. van Dijk.

### Personalia
Op 7 februari 1902 huwde De Roode in Breda met Agatha Wilhelmina Bosch (†18 december 1912), en zij hadden twee kinderen. Op 20 juli 1917 hertrouwde de 39-jarige De Roode in Rijsenburg met de 21-jarige Jacoba Henderika Wieringa uit Zuidlaren.

## Werk

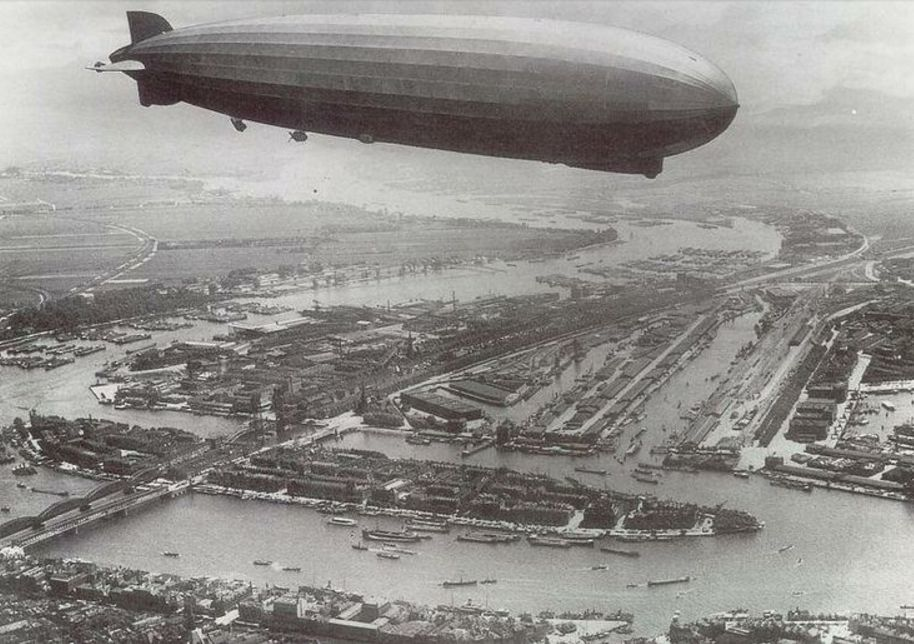
Graf Zeppelin op weg naar vliegveld Waalhaven, 1932.

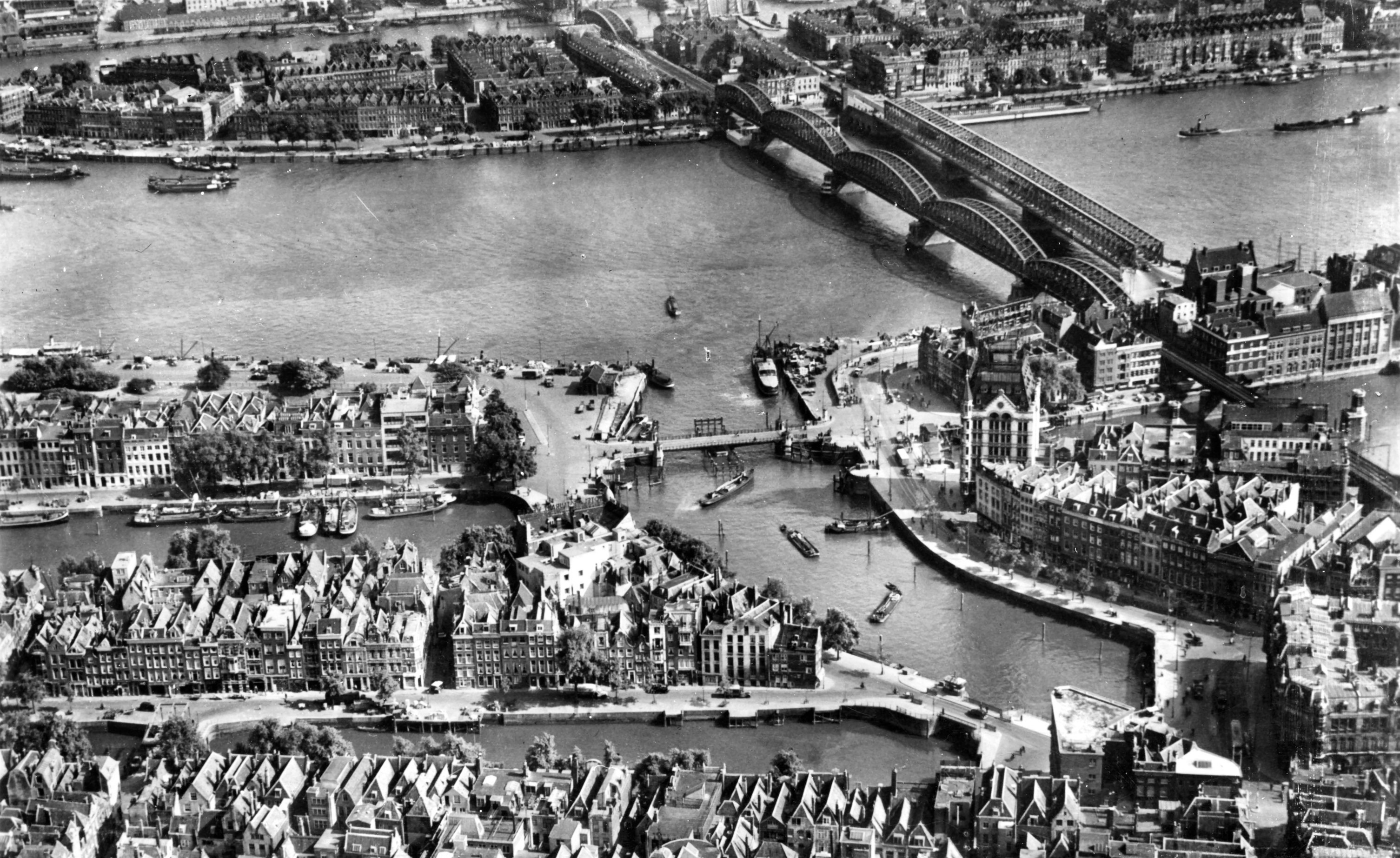
Oude Haven en verhoogde Maasbruggen, 1939.

Onder de werken, die De Roode als directeur dienst Gemeentewerken Rotterdam tot stand wist te brengen waren, aldus Van Dijk (1928):
... de verbetering van de oeververbinding door het omhoogbrengen van de Willemsbrug en den bouw van een nieuwe Koninginnebrug; het plan van de Merwehaven; de onteigening van het uitgestrekte gebied op het eiland IJsselmonde, bewesten de Waalhaven, waardoor voor lange jaren uitbreidingsmogelijkheid voor de Rotterdamsche haven verzekerd is; de uitbreidingsplannen op den Linker Maasoever en in Dijkzigt alsmede het onlangs gepubliceerde rapport betreffende de annexatie van omliggende gemeenten..."
De brochure van de dienst Gemeentewerken Rotterdam, getiteld "Geschiedenis van Gemeentewerken van 1905 tot 1930", voegt hieraan toe:
In de periode tot 1928 maakt [H.S. de Roode] vooral naam met de ophoging van de in 1878 voltooide oude Willemsbrug. Dit blijkt nodig omdat de oude dame een obstakel is geworden voor het scheepvaartverkeer. Ook onteigent hij grote gebieden op het eiland van IJsselmonde. Samen met zijn opvolger L.W.H. van Dijk ziet De Roode het begin van het Kralingse Bos ontstaan. In 1926 krijgt Gemeentewerken de opdracht om op de Rochussenstraat een nieuw kantoor te bouwen voor het Gemeentelijk Elektriciteitsbedrijf [het GEB-gebouw.]. Het gebouw dat in 1931 gereed komt, is 58 meter hoog en op dat moment het hoogste kantoorgebouw in Nederland...
Tezamen met Hendrik Petrus Berlage werkte de Roode als directeur Gemeentewerken in 1926 ook aan een nieuw ontwerp voor het Hofplein. In zijn laatste levensjaren ontwierp De Roode in samenwerking met Willem Gerrit Witteveen ook "het Algemeen Uitbreidingsplan voor Rotterdam waarin zij een overgang van stad naar land schetsten met laagbouw en veel groen, met woningbouw voor meer welgestelden om hen en hun belastingopbrengst binnen de gemeentegrens te houden, en met een ordening van de omliggende regio."

## Publicaties
- Roode, H. S. de, Verslag betreffende de vernieling van den Oostelijken lichttoren op Noord-Schouwen, 1916.
- Roode, H. S. de, Het Rotterdamsche oeververbindingsvraagstuk. (1920-21), heruitgave in: De Ingenieur van 26 september 1925, No. 39
- Roode, H. S. de, "Een havenschap aan de Monden der Maas", in: Tijdschrift voor Economische Geografie, 1925, blz. 237.
- Roode, H.S. de, "Uitbreidingsplan-Zuid der gemeente Rotterdam", Tijdschrift voor Volkshuisvesting en Stedebouw, 7 (1926) 165-169.

Publicaties over H.S. de Roode
- L.W.H. van Dijk. "H.S. De Roode", in Rotterdamsch Jaarboek, 1928 p. 94-95
- "In memoriam H.S. de Roode", in: Tijdschrift voor Volkshuisvesting & Stedebouw, 8e jaargang 1927.